# Torralba del Río
Torralba del Río és un municipi de Navarra, a la comarca d'Estella Occidental, dins la merindad d'Estella. Limita al sud amb Bargota, a l'oest amb Azuelo, a l'est amb Espronceda, Mirafuentes i Nazar, i al nord amb Kanpezu. Està format pels nuclis de població de Torralba del Río i Otiñano

## Topònim
La localitat de Torralba neix en 1263 o 1264 quan és fundada pel rei Teobald II de Navarra. En els seus primers esments escrites apareix ja sota la seva denominació actual, o bé sota les variants de Torralva i Torralua. El seu nom és de clar origen romanç i prové de l'expressió torre alba, és a dir torre blanca. No se sap amb certesa la raó d'aquest nom o si li va ser concedit pel rei Teobald.
Quan al segle xix es constitueix l'actual municipi aquest es va dir Torralba y Otiñano, per les seves dues poblacions, però aquest nom va durar poc i el municipi va ser conegut com a Torralba. L'apel·latiu del Río és molt més recent. Es remunta a principi del segle xx. A la Reial Societat Geogràfica li va ser encarregada la tasca d'acabar amb les duplicitats de noms existents entre municipis espanyols, ja que per aquell temps havia 1020 ajuntaments a Espanya que tenien almenys altre municipi amb el mateix nom. En el cas de Torralba, havia cinc municipis amb el mateix nom oficial a Espanya; a més d'aquest a Navarra, havia un Torralba en la Província de Conca, una altra Torralba en la Província de Castelló, una altra Torralba en la Província de Ciudad Real i un Torralba en la Província d'Osca. La Reial Societat Geogràfica, potser sense trobar un nom realment apropiat i considerant que la situació geogràfica de Torralba a la vora del riu Linares, era prou significativa, va proposar afegir l'apel·latiu …del Río al Torralba navarrès per a acabar amb aquesta situació d'ambigüitat. Les altres localitats homònimes van rebre també denominacions distintives que encara avui dia es conserven.

## Demografia
| Evolució demogràfica                                        | Evolució demogràfica | Evolució demogràfica | Evolució demogràfica | Evolució demogràfica | Evolució demogràfica | Evolució demogràfica | Evolució demogràfica | Evolució demogràfica | Evolució demogràfica | Evolució demogràfica |
| 1996                                                        | 1998                 | 1999                 | 2000                 | 2001                 | 2002                 | 2003                 | 2004                 | 2005                 | 2006                 | 2007                 |
| ----------------------------------------------------------- | -------------------- | -------------------- | -------------------- | -------------------- | -------------------- | -------------------- | -------------------- | -------------------- | -------------------- | -------------------- |
| 158                                                         | 152                  | 159                  | 155                  | 145                  | 151                  | 143                  | 135                  | 131                  | 134                  | 139                  |
| Fonts: Torralba del Río i Institut d'Estadística de Navarra |                      |                      |                      |                      |                      |                      |                      |                      |                      |                      |